# بوشمیلز
بوشمیلز (به انگلیسی: Bushmills) یک روستا در بریتانیا است که در شهرستان انتریم واقع شده‌است. بوشمیلز ۱٬۳۱۹ نفر جمعیت دارد.